# Вайсмюллер, Джонни
Джо́нни Вайсмю́ллер (англ. Johnny Weissmuller; 2 июня 1904[…], Фрайдорф, Королевство Венгрия — 20 января 1984 или 21 января 1984, Акапулько, Герреро) — американский спортсмен-пловец, пятикратный олимпийский чемпион. Первый пловец, преодолевший дистанцию 100 метров быстрее минуты. Также известен как актёр, наиболее известная его роль — Тарзан в серии популярных приключенческих фильмов. Настоящее имя при рождении — Пе́тер Йо́ханн Вайсмю́ллер (нем. Peter Johann Weißmüller).

## Биография
Родился в немецкой семье. Его родители, Петер Вайсмюллер и Элизабет Керш, жили в Австро-Венгрии, на территории современной Румынии. Согласно документам, оформленным его семьёй при прибытии в США, Джонни родился в пригороде современного города Тимишоара: по одним источникам во Фрайдорфе, по другим он родился в небольшом селе Меджя, ныне находящемся на территории Воеводины (Сербия) близ румынской границы.
Пассажирский манифест парохода «Роттердам», прибывшего в Нью-Йорк 26 января 1905 года, содержит сведения о Петере Вайсмюллере, рабочем, 29 лет, его жене Элизабет Керш, 24 года, а также их семимесячном сыне Йоханне. Они записаны как венгерские немцы, проживавшие до переезда вблизи Тимишоары. Направлялись они к родственнику, свояку Йоханну Отту, в город Уиндбер, Пенсильвания. Йоханн Отт, бывший, как и Петер Вайсмюллер, пивоваром, эмигрировал в США в 1902 году.
После переезда работал шахтёром в Уиндбере. 5 ноября 1905 года Петер Йоханн Вайсмюллер был крещён в церкви Уиндбера. Согласно данным переписи населения 1910 года, Петер Вайсмюллер и Элизабет Керш жили в Чикаго по тому же адресу, что и Йоханн и Ева Отт, с сыновьями Джоном, 6 лет, рождённым не в США, и Петером (Питером) младшим, рождённым в Иллинойсе. Тем не менее, большинство биографий Джонни Вайсмюллера указывали, что он рождён в Пенсильвании. Судя по всему, он утверждал, что рождён в США, чтобы избежать проблем при включении в олимпийскую сборную страны.
В девятилетнем возрасте Джонни заразился полиомиелитом. По совету врача, чтобы ускорить выздоровление, он занялся плаванием. После переезда семьи в Чикаго он продолжил занятия и получил место в спортивной команде Христианской Ассоциации Молодёжи. В Чикаго отец Джонни одно время владел баром, а мать стала шеф-поваром в известном ресторане. После того как бизнес старшего Вайсмюллера разорился, он стал пить и терроризировать жену и детей, что, в конце концов, привело к разводу. Некоторые источники ошибочно указывали, что Петер Вайсмюллер умер от туберкулёза, однако согласно свидетельству сына Джонни Вайсмюллера, хотя были слухи о том, что его дед вновь женился и дожил до старости, никто в семье не знал о его дальнейшей судьбе.

### Карьера в плавании
Подростком Джонни бросил школу и работал в разных местах, в частности пляжным спасателем на озере Мичиган. Работая лифтёром и посыльным в спортивном клубе Иллинойса, он попался на глаза тренеру по плаванию Уильяму Бахраху. Бахрах занялся его тренировками, и в августе 1921 года Джонни выиграл национальное первенство на дистанциях в 50 и 220 ярдов. Поскольку Джонни был рождён в Европе, он использовал в документах сведения о дате рождения своего младшего брата, родившегося в США. Это позволило ему получить американский паспорт и участвовать в Олимпийских играх в составе американской команды.
9 июля 1922 года Вайсмюллер побил мировой рекорд Дюка Каханамоку на стометровке вольным стилем, проплыв её за 58,6 сек и став первым в мире спортсменом, вышедшим из минуты. 24 февраля 1924 года в Париже он выиграл олимпийские соревнования в этой дисциплине, победив Каханамоку. На той же Олимпиаде он победил на дистанции 400 м вольным стилем, а также в эстафете 4 по 200 метров вольным стилем. Впоследствии он довёл мировой рекорд на стометровке до 57,4 сек. Кроме того, он был членом сборной США по водному поло, завоевавшей на Олимпиаде бронзовые медали.
Четыре года спустя на Олимпиаде в Амстердаме Джонни Вайсмюллер выиграл ещё две золотые медали. Таким образом, всего он завоевал пять золотых и одну бронзовую олимпийские медали. Кроме того, он пятьдесят два раза становился чемпионом США и установил 67 мировых рекордов. Любительскую карьеру в плавании Джонни Вайсмюллер закончил непобеждённым.

### Карьера в кино
В 1929 году Вайсмюллер подписал контракт с компанией, производящей одежду под брендом BVD. В качестве модели и представителя компании он разъезжал по стране с плавательным шоу, раздавал буклеты с рекламой одежды, давал автографы и участвовал в ток-шоу. В том же году он впервые снимался в кино. В роли Адониса, неся на себе лишь фиговый листок, Джонни появился в фильме «Прославление американской девушки». Кроме того, он также снялся в документальном фильме об американских олимпийских чемпионах.
По-настоящему актёрская карьера Вайсмюллера началась в 1932 году, когда он заключил семилетний контракт с Metro-Goldwyn-Mayer и снялся в роли Тарзана в фильме «Тарзан, человек-обезьяна». Фильм имел большой успех, и Вайсмюллер в одночасье стал знаменитым. Он понравился и автору книг о Тарзане, Эдгару Берроузу, хотя тот и был против трактовки студией образа Тарзана как человека, практически не говорящего на языке людей.
Для MGM Вайсмюллер снялся в шести фильмах о Тарзане совместно с Морин О’Салливан и шимпанзе по кличке Чита. Затем, в 1942 году, он перешёл на RKO Pictures и снялся ещё в шести фильмах, которые по сравнению с предыдущими являлись малобюджетными. В отличие от MGM, RKO Pictures позволяла Вайсмюллеру сниматься в других ролях, и он заключил контракт с другой компанией на три фильма, однако снят был только один — «Болотный огонь». В последних четырёх фильмах Вайсмюллера о Тарзане роль Джейн исполнила Бренда Джойс.
Гонорары Вайсмюллера за фильмы о Тарзане составили в общей сложности около двух миллионов долларов. Хотя он не был первым актёром, исполнявшим эту роль, именно созданный им образ ассоциируется с Тарзаном. Кроме того, именно в его фильмах впервые прозвучал характерный крик Тарзана.
После того как Вайсмюллер оставил роль Тарзана, он снялся в серии фильмов студии Columbia Pictures в роли другого героя, Джима из джунглей. Всего было снято тринадцать фильмов в период с 1948 по 1954 год. Кроме того, с 1956 по 1958 год он снимался в телевизионном сериале о Джиме из джунглей. Таким образом, помимо первого появления в роли Адониса, а также единственного фильма о Джонни Дювале («Болотный огонь»), Вайсмюллер играл только три роли: Тарзана, Джима из джунглей, а также самого себя (в частности, в ленте 1970 года «Финкс»).

### Личная жизнь
Вайсмюллер был женат пять раз: на певице Бобби Арнст (с 1931 по 1933 год), актрисе Лупе Велес (1933—1939), Берил Скотт, в браке с которой у него родился сын, Джон Вайсмюллер-младший, и две дочери (с 1939 по 1948 год), Аллен Гейтс (1948—1962), а также Марии Бауман (с 1963 и до конца жизни).

### Поздние годы
В конце 1950-х годов Вайсмюллер вернулся в Чикаго, где основал компанию, владевшую плавательными бассейнами. Он давал своё имя и другим коммерческим проектам, однако успеха в бизнесе не достиг. В 1965 году он оставил бизнес и переехал во Флориду, где был председателем международного зала славы плавания.
В сентябре 1966 года Вайсмюллер вместе с двумя другими исполнителями роли Тарзана участвовал в представлении зрителям выходящего на экраны телесериала о Тарзане. Шла речь о том, что он, возможно, появится в сериале в качестве отца Тарзана, однако этого не произошло.
В 1970 году он посетил Игры Содружества, где был представлен королеве. В том же году вместе с бывшей партнёршей Морин О’Салливан снялся в камео в фильме The Phynx.
Во Флориде Вайсмюллер жил до конца 1973 года, после чего переехал в Лас-Вегас, где иногда работал в отеле компании MGM, приветствуя гостей. В 1976 году он последний раз появился в кино, в эпизодической роли увольняемого члена съёмочной группы. В том же году он последний раз появился на публике в связи с включением его в зал славы гильдии бодибилдинга.

### Ухудшение здоровья и кончина
В 1974 году у Вайсмюллера был перелом ноги, после чего его здоровье стало ухудшаться. Находясь на лечении, он узнал, что несмотря на каждодневные тренировки, у него были проблемы с сердцем. В 1977 году он перенёс серию инсультов. В 1979 году несколько недель провёл в больнице, после чего вместе с женой переехал в Акапулько, где когда-то снимался его последний фильм о Тарзане.
Джонни Вайсмюллер скончался 20 января 1984 года от отёка лёгких. По его собственной просьбе был похоронен в Акапулько.

## Фильмография
| Фильм      | Фильм                                         | Фильм              | Фильм            |
| Год        | Фильм                                         | Роль               | Примечания       |
| ---------- | --------------------------------------------- | ------------------ | ---------------- |
| 1931       | Swim or Sink                                  | В роли самого себя | Короткометражный |
| 1931       | Water Bugs                                    | В роли самого себя | Короткометражный |
| 1932       | Тарзан — человек-обезьяна                     | Тарзан             |                  |
| 1932       | The Human Fish                                | В роли самого себя | Короткометражный |
| 1934       | Тарзан и его подруга                          | Тарзан             |                  |
| 1936       | Спасение Тарзана                              | Тарзан             |                  |
| 1939       | Тарзан находит сына                           | Тарзан             |                  |
| 1941       | Тайное сокровище Тарзана                      | Тарзан             |                  |
| 1942       | Приключение Тарзана в Нью-Йорке               | Тарзан             |                  |
| 1943       | Триумф Тарзана                                | Тарзан             |                  |
| 1943       | Тайна пустыни Тарзана                         | Тарзан             |                  |
| 1943       | Солдатский клуб                               | В роли самого себя |                  |
| 1945       | Тарзан и амазонки                             | Тарзан             |                  |
| 1946       | Тарзан и женщина-леопард                      | Тарзан             |                  |
| 1946       | Болотный огонь                                | Джонни Дюваль      |                  |
| 1947       | Тарзан и охотница                             | Тарзан             |                  |
| 1948       | Тарзан и русалки                              | Тарзан             |                  |
| 1948       | Джим из джунглей                              | Джим из джунглей   |                  |
| 1948       | The Lost Tribe                                | Джим из джунглей   |                  |
| 1950       | Mark of the Gorilla                           | Джим из джунглей   |                  |
| 1950       | Captive Girl                                  | Джим из джунглей   |                  |
| 1950       | Джим из джунглей на острове пигмеев           | Джим из джунглей   |                  |
| 1951       | Fury of the Congo                             | Джим из джунглей   |                  |
| 1951       | Jungle Manhunt                                | Джим из джунглей   |                  |
| 1952       | Джим из джунглей в запретной земле            | Джим из джунглей   |                  |
| 1952       | Voodoo Tiger                                  | Джим из джунглей   |                  |
| 1953       | Savage Mutiny                                 | Джим из джунглей   |                  |
| 1953       | Valley of Head Hunters                        | Джим из джунглей   |                  |
| 1953       | Killer Ape                                    | Джим из джунглей   |                  |
| 1954       | Jungle Man-Eaters                             | Джим из джунглей   |                  |
| 1954       | Cannibal Attack                               | в роли самого себя |                  |
| 1955       | Jungle Moon Men                               | в роли самого себя |                  |
| 1955       | Devil Goddess                                 | в роли самого себя |                  |
| 1970       | Финкс                                         | в роли самого себя |                  |
| 1976       | Вон Тон Тон — собака, которая спасла Голливуд | рабочий сцены      |                  |
| Television |                                               |                    |                  |
| Год        | Название                                      | Роль               | Примечание       |
| 1956-1958  | Джим из джунглей                              | Джим из джунглей   | 26 серий         |